# Nitramine
| Nitramine [R1, R2 = Organyl-Rest (Alkyl-Rest, Aryl-Rest etc.) oder Wasserstoffatome] |
| Strukturformel                                                                       |
| Strukturformel im Detail                                                             |

Die Nitramine (auch Nitramide) sind eine Substanzklasse chemischer Verbindungen, die die funktionelle Gruppe R1R2N-NO2 enthalten. Es handelt sich um Amide der Salpetersäure (nitrierte Amine), die teilweise aus den zugehörigen Aminen durch Kondensationsreaktionen mit Salpetersäure zugänglich sind.
Nitramine werden häufig als Sprengstoffe oder Insektizide verwendet. 

## Nitramin
Der einfachste Vertreter der Substanzgruppe der Nitramine wird als Nitramin bezeichnet. Nitramin (R1 = R2 = H) hat die Summenformel H2N2O2 und ist bereits ein Explosivstoff, der wegen seiner hohen chemischen Instabilität jedoch keine praktische Anwendung findet. Nitramin stellt man durch Zersetzung von Nitrourethan her.
Sein Schmelzpunkt liegt bei 72–75 °C wobei es bei Erreichen des Schmelzpunkts sofort zerfällt. Bei Berührung mit konzentrierter Schwefelsäure zerfällt es sofort explosiv.

## Nitramin-Sprengstoffe
- Ammoniumdinitramid
- CL-20
- Ethylendinitramin
- Hexogen
- Nitroguanidin
- Oktogen
- QDX
- Tetryl
- Trinitroazetidin

## Nitramin-Insektizide
- Clothianidin
- Imidacloprid